# РадиоАстрон
„РадиоАстрон“ (на английски: RadioAstron) е международен космически проект с водещо руско участие, с орбитален радиотелескоп, най-големият космически телескоп на орбита. Част от проекта е научният спътник „Спектр Р“, на борда на който се намира въпросният радиотелескоп.
Разработен е от руския Астрокосмически център на „Физически институт Лебедев“ и е изстрелян в геоцентрична орбита на 18 юли 2011 г. с перигей 10 000 km и апогей 390 000 km.
На 11 януари 2019 г. космическият кораб престава да реагира на наземните команди, но научната апаратура е описана като „работоспособна“. Мисията обаче така и не се възстановява след инцидента от януари 2019 г., и на 30 май 2019 г. мисията е обявена за приключена (и операциите с космическия кораб завършват).
Главната научна цел на проекта е изучаване на астрономически обекти с ъглова разделителна способност до няколко милионни части от ъгловата секунда. Това се постига с помощта на спътници и в съчетание с наземни обсерватории, по метода на радиоинтерферометрия със свърхдълги бази.
Теглото на РадиоАстрон е 3295 kg. Радиотелескопът е изстрелян с ракета-носител Зенит-2SB с горна степен Фрегат.